# It’s Alright (Baby’s Coming Back)
It’s Alright (Baby’s Coming Back) – singel brytyjskiego duetu Eurythmics, wydany w 1985 roku.

## Ogólne informacje
Był to czwarty i ostatni singel z płyty Be Yourself Tonight. Nawiązywał do początkowego, elektronicznego brzmienia grupy. Piosenka stała się dość dużym przebojem w Europie, jednak w USA nie odniosła sukcesu. Na stronie B umieszczono piosenki „Conditioned Soul” i „Tous Les Garçons Et Les Filles”.

## Teledysk
Autorami teledysku do tej piosenki jest Willy Smax. W wideoklipie wykorzystano technikę animacji komputerowej. Była to produkcja dość innowacyjna jak na lata 80.

## Listy przebojów
| Kraj              | Pozycja |
| ----------------- | ------- |
| Wielka Brytania   | 12      |
| Stany Zjednoczone | 78      |
| Kanada            | 37      |
| Irlandia          | 8       |
| Niemcy            | 22      |
| Austria           | 14      |
| Szwajcaria        | 23      |
| Holandia          | 21      |
| Australia         | 32      |
| Nowa Zelandia     | 18      |